# アタタカイ・ハート
『アタタカイ・ハート』は2004年9月8日にリリースされた、甲斐よしひろ7枚目のオリジナル・アルバム。

## 概要
1997年『PARTNER』から、約7年ぶりのオリジナル・アルバム。提供曲セルフ・カバーが多く収録。M-2『愛のもえさし』は2003年発売松藤×甲斐アルバム『松藤×甲斐』、M-4『かけがえのないもの #2』は1994年発売4thアルバム『太陽は死んじゃいない』、M-10『畔（ほとり）』はKAI FIVE『嵐の明日』収録曲のセルフカバー。アルバムには特典として甲斐よしひろ自筆ライナー・ノーツ、甲斐バンド&甲斐よしひろグレイト・トリビュート・コレクション『グッド・フェローズ』とのW購入特典として、甲斐バンド未発表映像を収録したDVDが抽選で100名に当たるハガキ・応募券があった。

## 収録曲
1. FIGHT THE FUTURE
2. 愛のもえさし
3. 星の降る Ferris Wheel
4. かけがえのないもの #2
WOWOW 「エキサイトマッチ～世界ボクシング」 エンディング・テーマ
5. 愛することのもどかしさ
6. 牙/タスク
16thシングル
7. ホリデー （featuring 香西かおり）
8. ショック・アブソーバー
9. Blue Rose Blue
10. 畔 （ほとり）
11. ディープ・パープル